# 久保康生
久保 康生（くぼ やすお、1958年4月8日 - ）は、福岡県嘉穂郡穂波町（現：飯塚市）出身の元プロ野球選手（投手）、プロ野球コーチ。現在は読売ジャイアンツの巡回投手コーチを務める。
コーチとして多くの投手の育成・復活を支えており、その指導は「魔改造」の異名をとる。

## 経歴
柳川商業高校では2年次の1975年、春の選抜にエース加倉一馬の控え投手として出場。1回戦で堀越高に敗退し、自身の登板はなかった。同年夏は加倉が右翼手に回り、投手として県大会決勝に進出するが、小倉南に敗れる。3年次の1976年には夏の甲子園にエースとして出場し、三重高を降し3回戦に進出するが、PL学園の中村誠治投手（早大 - 日産）と投げ合い0-1で惜敗。高校同期に一塁手の立花義家がいる。

### プロ入り

#### 近鉄時代
同年のドラフト1位で近鉄バファローズに入団し、エース級の背番号「16」が与えられた。
1980年に速球派として頭角を現すと、前期にリリーフとしてプロ初勝利を挙げ、後期には先発ローテーションの一角を確保。初完投となった8月17日の日本ハム戦ダブルヘッダー第2試合（札幌円山）では打線の援護も乏しく敗戦投手となったが、9月3日の日本ハム戦（日生）で初の完投勝利でリベンジ。9月中旬からは先発で完投勝利、リリーフでセーブを記録するなど投げまくって後期優勝に貢献。シーズン通算では8勝3セーブで、チームはロッテとのプレーオフを制して2連覇。本格的に味わった優勝の美酒であったが、これは長い現役生活で最後の歓喜でもあった。
1981年も先発、リリーフでフル回転して、5月9日の阪急戦（西宮）でプロ初完封。打線が急失速、鈴木啓示、井本隆の左右両輪が精彩を欠いて最下位に沈んだチームにあって、42試合の登板で9勝8セーブを記録。
1982年には開幕第2戦となった4月5日の阪急戦（西宮）で完投勝利を挙げると、以降7連続完投で6勝1敗を挙げてそのまま先発の軸となり、9月5日の南海戦（大阪）では無四球完封も記録。最終的にはシーズン通算では15完投、12勝1セーブで、これが最初で最後の2桁勝利となった。同年は戦後最年少で三冠王となったロッテの落合博満を打率.176、3安打、1本塁打に抑え込んでいるが、阪神時代の1995年には中日を経て巨人でプレーしていた落合に通算2000安打の達成を許している。
1983年は5勝10敗と大きく負け越し、徐々にリリーフが増え、肘にも負担がかかっていく。
1986年オフには遂に右肘を手術したことで運命が暗転し、思うように球速が伸びなくなった。

#### 阪神時代
1988年は2試合に登板しただけで、シーズン途中の5月に中谷忠己との交換トレードで阪神タイガースに移籍。長く伸び悩んでいた直球が復活していく。同31日のヤクルト戦（甲子園）でのリリーフが移籍後の初登板で、8連敗で迎えた6月13日の巨人戦（甲子園）で先発に大抜擢されると、たびたびピンチを迎えながらも6回1失点に抑え、中西清起のリリーフもあって1年10か月ぶりの勝利投手となる。その後も7月17日の中日戦（甲子園）で完投勝利、同31日の大洋戦（甲子園）では完封。肘に多少の痛みは残っていたが、村山実監督の期待に応えようと投げ続けた。先発では緩急をつけるためにカーブやチェンジアップ、フォークも投げたが、リリーフではアクセル全開、直球とスライダーで勝負した。パ・リーグ時代は打席に立ってないが、セ・リーグ1年目の1988年には18打数7安打・打率.389。
1989年には16打数6安打・打率.375・1本塁打を記録している。1988年6月1日のヤクルト戦（神宮）では尾花高夫からソロ本塁打を放つが、プロ入り13年目での初本塁打は当時最も遅い記録であった。
1990年以降は中継ぎに専念し、同年はリーグ最多の55試合登板。投球回は84イニングながら、先発時代をしのぐ自己最多の89奪三振を記録。
1994年オフにはフリーエージェントを行使し、1995年も残留。
1995年4月15日対巨人戦（東京ドーム）で、落合博満に通算2000本安打となる本塁打を喫した。

#### 近鉄時代
1996年、阪神が藤田平監督体制になって出番が激減してることに腹を立て二軍監督にトレードを直訴しシーズン途中に金銭トレードで近鉄に復帰し、投手としては異例の背番号「6」を着けて、リリーフエースの赤堀元之につなぐセットアッパーとして大ベテランらしい安定感を発揮。その後は不調が続いて徐々に登板機会が減少し、1997年限りで現役を引退。

### 引退後
1997年のキャンプから新人の大塚晶文に定期的にアドバイスを送り、育てた。1998年から2001年まで近鉄二軍投手コーチを担当し、2002年から2004年まで一軍投手コーチを務めた。近鉄コーチ時代は大塚に加え、岩隈久志、ジェレミー・パウエルを育て支えた。
2005年に阪神に移って一軍投手コーチ、2006年は一軍バッテリー総合コーチ、2007年と2008年は一軍投手チーフコーチを担当した。2009年に高校の先輩である真弓明信が阪神監督に就任すると、その下で久保は一軍投手コーチとして投手起用の采配を揮った。伸び悩んでいた藤川球児、能見篤史を育て、ランディ・メッセンジャーが中継ぎとして結果を残せずに退団の可能性もあった中で先発として起用するなど手腕を発揮し、飛躍させた。また、上記の3人の他にも安藤優也、福原忍も育てた。2011年限りで辞任した。
2012年6月から9月まで、韓国プロ野球・斗山ベアーズの二軍で投手インストラクターを務めた。
2013年に指導力と育成の手腕を再び買われて阪神タイガースに復帰し、二軍チーフ投手コーチ就任。岩崎優、桑原謙太朗を育て飛躍させた。
2018年から福岡ソフトバンクホークスの二軍投手コーチを務め、伸び悩んでいた育成入団の大竹耕太郎を育てた。2020年11月11日、同年限りで退団することが発表された。
2021年からは大和高田クラブのアドバイザーを勤めた。
2022年10月13日、2023年シーズンから読売ジャイアンツの巡回投手コーチを務めることが発表された。背番号は84。その後、シーズン開幕前の3月29日に、巡回の肩書きが外れ投手コーチに異動となった。2024年からは再び巡回投手コーチに異動となった。同年は菅野智之の復活に貢献し、MVPを受賞した際に菅野から「久保コーチと会っていなかったらここにいない」と感謝のコメントを寄せられている。

## 人物
妻との間に長男、長女、双子の二女・三女の計4人の子がある。双子の姉の啓子（2008年プロ入り）・妹の宣子（2010年プロ入り）・長男の圭（2012年プロ入り）はプロゴルファーである。
山本和範とは近鉄で同期入団同士であり、1982年に山本が近鉄を戦力外で解雇された際、仕事先として知り合いのバッティングセンターを山本に紹介した。
レロン・リーは日本で対戦した印象的な投手の1人として久保の名前を挙げている。
久保は投手コーチとして自身が初めて育てた大塚晶文がタイトルホルダーになるまで成長したため、久保はこの経験がコーチとして自信を付けたと語っている。
育成入団の大竹耕太郎は早大在籍時に故障の影響などからフォームを崩し、プロ入り後も「崩れまくっていた」。体を開かずに投球することが野球界の常識であるが、マンツーマンで指導してくれた久保に「体を開いて投げてみろ、（上体を）突っ込んで投げてみろ」と言われ、常識とは逆の意識を念頭に実践すると体が開かなくなり、フォームが修正された。「今がダメだから180度変えてみる。どハマりした」大竹は今でも久保への感謝が尽きないことを明かしている。
久保がソフトバンクコーチ時代に指導した泉圭輔は、2023年オフにソフトバンクから久保がいる巨人へトレードで移籍した際、泉は「おかげで練習とかにすんなり入れた。僕らの特徴を生かしながらというのをずっとやってくれる」と感謝しきりだった。

## 詳細情報

### 年度別投手成績
| 年 度      | 球 団      | 登 板 | 先 発 | 完 投 | 完 封 | 無 四 球 | 勝 利 | 敗 戦 | セ 丨 ブ | ホ 丨 ル ド | 勝 率 | 打 者 | 投 球 回 | 被 安 打 | 被 本 塁 打 | 与 四 球 | 敬 遠 | 与 死 球 | 奪 三 振 | 暴 投 | ボ 丨 ク | 失 点 | 自 責 点 | 防 御 率 | W H I P |
| ---------- | ---------- | ----- | ----- | ----- | ----- | -------- | ----- | ----- | -------- | ----------- | ----- | ----- | -------- | -------- | ----------- | -------- | ----- | -------- | -------- | ----- | -------- | ----- | -------- | -------- | ------- |
| 1978       | 近鉄       | 6     | 1     | 0     | 0     | 0        | 0     | 0     | 0        | --          | ----  | 67    | 15.2     | 16       | 3           | 5        | 0     | 0        | 8        | 0     | 0        | 10    | 10       | 5.63     | 1.34    |
| 1979       | 近鉄       | 5     | 0     | 0     | 0     | 0        | 0     | 0     | 0        | --          | ----  | 46    | 10.0     | 17       | 5           | 1        | 0     | 1        | 6        | 0     | 0        | 8     | 8        | 7.20     | 1.80    |
| 1980       | 近鉄       | 34    | 10    | 4     | 0     | 0        | 8     | 5     | 3        | --          | .615  | 555   | 130.1    | 130      | 24          | 45       | 1     | 3        | 69       | 4     | 0        | 61    | 58       | 4.02     | 1.34    |
| 1981       | 近鉄       | 42    | 17    | 5     | 1     | 0        | 9     | 11    | 8        | --          | .450  | 713   | 165.1    | 166      | 23          | 71       | 1     | 4        | 78       | 1     | 0        | 78    | 75       | 4.09     | 1.43    |
| 1982       | 近鉄       | 26    | 22    | 15    | 2     | 1        | 12    | 9     | 1        | --          | .571  | 748   | 176.2    | 165      | 27          | 68       | 4     | 2        | 75       | 3     | 0        | 81    | 76       | 3.86     | 1.32    |
| 1983       | 近鉄       | 29    | 20    | 5     | 0     | 0        | 5     | 10    | 2        | --          | .333  | 598   | 142.1    | 134      | 26          | 52       | 1     | 4        | 46       | 0     | 0        | 83    | 72       | 4.55     | 1.31    |
| 1984       | 近鉄       | 36    | 8     | 2     | 0     | 0        | 5     | 6     | 2        | --          | .455  | 546   | 124.2    | 125      | 20          | 52       | 4     | 7        | 51       | 2     | 0        | 73    | 66       | 4.76     | 1.42    |
| 1985       | 近鉄       | 30    | 1     | 0     | 0     | 0        | 2     | 1     | 0        | --          | .667  | 256   | 54.1     | 63       | 9           | 30       | 2     | 7        | 26       | 2     | 0        | 49    | 46       | 7.62     | 1.71    |
| 1986       | 近鉄       | 20    | 7     | 2     | 1     | 0        | 4     | 3     | 0        | --          | .571  | 288   | 69.2     | 62       | 13          | 27       | 1     | 2        | 41       | 3     | 0        | 31    | 27       | 3.49     | 1.28    |
| 1987       | 近鉄       | 12    | 3     | 0     | 0     | 0        | 0     | 2     | 1        | --          | .000  | 94    | 21.2     | 27       | 4           | 6        | 1     | 0        | 11       | 0     | 0        | 16    | 13       | 5.40     | 1.52    |
| 1988       | 近鉄       | 2     | 0     | 0     | 0     | 0        | 0     | 0     | 0        | --          | ----  | 14    | 3.0      | 3        | 0           | 3        | 0     | 0        | 1        | 0     | 0        | 4     | 4        | 12.00    | 2.00    |
| 1988       | 阪神       | 23    | 9     | 2     | 1     | 0        | 4     | 2     | 0        | --          | .667  | 295   | 68.1     | 74       | 9           | 25       | 0     | 2        | 36       | 1     | 0        | 31    | 31       | 4.08     | 1.45    |
| '88計      | 阪神       | 25    | 9     | 2     | 1     | 0        | 4     | 2     | 0        | --          | .667  | 309   | 72.2     | 77       | 9           | 28       | 0     | 2        | 37       | 1     | 0        | 35    | 35       | 4.33     | 1.44    |
| 1989       | 阪神       | 14    | 8     | 0     | 0     | 0        | 2     | 2     | 0        | --          | .500  | 223   | 49.1     | 54       | 9           | 25       | 6     | 1        | 55       | 1     | 0        | 30    | 28       | 5.11     | 1.60    |
| 1990       | 阪神       | 55    | 0     | 0     | 0     | 0        | 3     | 3     | 3        | --          | .500  | 334   | 84.0     | 71       | 13          | 29       | 4     | 0        | 89       | 3     | 0        | 38    | 38       | 4.07     | 1.19    |
| 1991       | 阪神       | 37    | 0     | 0     | 0     | 0        | 6     | 3     | 6        | --          | .667  | 252   | 59.2     | 51       | 8           | 25       | 6     | 1        | 39       | 1     | 0        | 22    | 21       | 3.17     | 1.27    |
| 1992       | 阪神       | 11    | 0     | 0     | 0     | 0        | 1     | 0     | 1        | --          | 1.000 | 63    | 14.0     | 12       | 3           | 10       | 1     | 0        | 16       | 1     | 0        | 8     | 8        | 5.14     | 1.57    |
| 1993       | 阪神       | 34    | 0     | 0     | 0     | 0        | 4     | 0     | 2        | --          | 1.000 | 227   | 53.0     | 43       | 5           | 23       | 1     | 1        | 53       | 1     | 0        | 23    | 20       | 3.40     | 1.25    |
| 1994       | 阪神       | 50    | 0     | 0     | 0     | 0        | 4     | 2     | 1        | --          | .667  | 298   | 69.2     | 63       | 7           | 26       | 2     | 5        | 56       | 0     | 0        | 26    | 24       | 3.10     | 1.28    |
| 1995       | 阪神       | 45    | 0     | 0     | 0     | 0        | 1     | 2     | 0        | --          | .333  | 272   | 60.0     | 66       | 13          | 27       | 5     | 6        | 55       | 3     | 0        | 42    | 39       | 5.85     | 1.55    |
| 1996       | 近鉄       | 21    | 0     | 0     | 0     | 0        | 1     | 0     | 0        | --          | 1.000 | 124   | 31.0     | 30       | 3           | 6        | 1     | 1        | 23       | 0     | 0        | 8     | 8        | 2.32     | 1.16    |
| 1997       | 近鉄       | 18    | 0     | 0     | 0     | 0        | 0     | 1     | 0        | --          | .000  | 86    | 19.1     | 19       | 3           | 8        | 0     | 3        | 13       | 2     | 0        | 13    | 11       | 5.12     | 1.40    |
| 通算：20年 | 通算：20年 | 550   | 106   | 35    | 5     | 1        | 71    | 62    | 30       | --          | .534  | 6099  | 1422.0   | 1391     | 227         | 564      | 41    | 50       | 847      | 28    | 0        | 735   | 683      | 4.32     | 1.37    |

- 表中の太字はリーグ最高

### 背番号
- 16（1977年 - 1988年途中）
- 48（1988年途中 - 1996年途中）
- 6（1996年途中 - 1997年）
- 80（1998年 - 2004年）
- 84（2005年 - 2011年、2016年 - 2020年、2023年 - ）
- 88（2013年 - 2015年）

### 記録
初記録
- 初登板：1978年7月18日 対クラウンライタークラブライオンズ後期4回戦（小倉球場）